# 완디 카미암
완디 카미암(태국어: วันดี คำเอี่ยม, 1978년 1월 18일~)은 태국의 역도 선수이다. 2004년 하계 올림픽과 2008년 하계 올림픽 여자 라이트급 종목에서 동메달을 획득했으며 세계 선수권 대회에서 은메달 2개, 동메달 1개를 획득했다. 